# Mehmed IV
Mehmed IV (2 janvier 1642 - 6 janvier 1693), surnommé Avcı (« le chasseur », à cause de sa passion pour la chasse), est sultan de l'Empire ottoman et calife de l’islam pendant près de quarante ans, du 8 août 1648 au 8 novembre 1687. Jusqu'au XXe siècle, les sources l'appelaient plus couramment Mahomet IV.

## Biographie

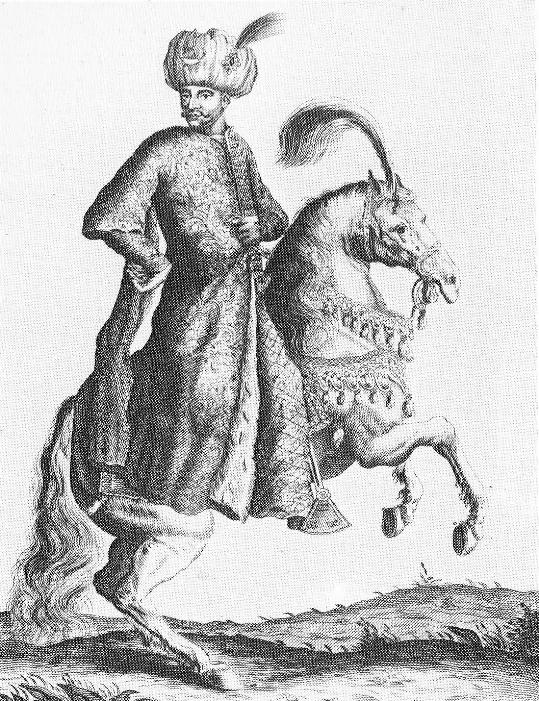
Sultan Mehmed IV.

Il est le fils du sultan Ibrahim Ier et de sa favorite mère Hatice Turhan. Son père ayant été renversé et exécuté en 1648, il lui succède à l'âge de six ans.
Les premières années de son règne sont marquées par la domination de sa grand-mère Kösem, qui finit par être exécutée en 1651 à l'instigation de la mère de Mehmet. Cette dernière prend alors le pouvoir.
L'Empire ottoman connait quelques succès sous le gouvernement des grands vizirs de la famille Köprülü : en 1669, une victoire définitive contre la république de Venise met fin à la guerre de Candie ; en 1672, les Ottomans prennent la Podolie, région russe, à la Pologne-Lituanie.
La grande guerre turque de 1683-1699 contre le Saint-Empire romain germanique éclate en 1683. La Pologne-Lituanie, Venise, plus tard la Russie se joignent aux Habsbourg. L'échec du second siège de Vienne à la suite de la défaite de l'armée ottomane contre les Austro-Polonais en septembre de cette année est suivi d'autre revers, dont la bataille de Mohacs en 1687, ce qui conduit à des troubles dans l'armée et le gouvernement, aboutissant à l'exécution du grand vizir Sari Süleyman Pacha en octobre, et, en novembre, à la déposition du sultan qui est remplacé par son frère Soliman II.
Il meurt à Edirne en 1693.

### La Famille Köprülü
La mère du petit sultan Mehmed IV est consciente du rôle du grand vizir dans la stabilisation de la situation de l’empire ottoman qui devrait être une personne charismatique correcte et compétente. Après 5 ans de recherches de la bonne personne, elle trouve un homme âgé qui s’appelle Köprülü Mehmed Pasha. Il est d’origine albanaise, fort de caractère et ayant une longue expérience dans les fonctions du palais. Il commence sa carrière en tant que grand vizir le 15 septembre 1656. Il commence par rétablir l’ordre dans les institutions centrales de l’empire et resserre l’étau sur les janissaires qui ont perdu beaucoup de leur discipline et rigueur du siècle précédent. Il met fin aussi à leur influence directe sur le sultan ainsi que sur la politique générale du pays. Il ne faut pas oublier que le rôle premier de ces combattants est de faire la guerre et d’assurer la sécurité des sujets ottomans. Pour ces raisons, l’effort des janissaires s’est orienté vers les guerres en dehors du territoire ottoman comme les guerres contre les Russes, les Habsbourg.
D’autre part, le jeune Sultan demande à son grand vizir de lever l’embargo des vénitiens qui menace la prospérité de Constantinople et son dynamisme. En réalité, ils ont pu prendre le détroit des Dardanelles des mains des ottomans en créant un blocus maritime sur l’entrée des marchandises à la capitale ottomane. Par conséquent, les prix des matières de première nécessité augmentaient remarquablement. Avec les efforts de Mehmed Pacha Köprülü, les blocus est levé et les vénitiens ont perdu le contrôle sur les îles à l’entrée des Dardanelles.
Après cinq ans comme grand vizir, Mehmed Pacha Köprülü décède, laissant sa place à son jeune fils de 26 ans, Ahmed Pacha Köprülü, le plus jeune grand vizir dans l’histoire des ottomans jusqu’à cette époque. Brillant, héritant les bonnes qualités de son père et conscient de la politique internationale de son pays, dès le début, il se focalise sur la politique extérieure de l’empire et laisse la gestion des affaires intérieures à Kara Mustapha Pacha. Les Autrichiens profitent de l’instabilité interne des Turcs pour leur prendre certaines citadelles et quelques forteresses stratégiques. 
Pour mettre fin à ce désordre sur les frontières nord de l’empire, Ahmed Pacha Köprülü se dirige avec une grande armée de cent vingt mille hommes vers les frontières du Saint Empire romain germanique. Il arrive à une forteresse dans le nord-ouest de Budapest appelée Nové Zámky en slovaque (ou Neuhäusel en allemand). Elle se situe dans l’actuelle Slovaquie et elle est à 110 km (à vol d’oiseau) à l’est de Vienne capitale des Habsbourg et à 80 km de Bratislava capitale de la Slovaquie actuelle (à vol d’oiseau). Cette forteresse, très bien connue par la robustesse de ces remparts et la modernité des fortifications en cette époque, ne dissuade pas le grand vizir de l’assiéger pendant 37 jours. Enfin, la ville cède et les Turcs entrent la ville le 28 septembre 1668.

### La guerre contre les Russes
La guerre entre l’Empire ottoman et la Russie éclate pour la domination sur l’Ukraine. Le sultan Mehmed IV sort de Constantinople pour la guerre, accompagné de son grand vizir Kara Mustafa Pacha qui a remplacé l’ancien grand vizir Köprülü, décédé le 30 octobre 1676. Il s’agit d’une première pour un sultan de quitter sa capitale pour aller livrer une bataille, contre les Russes, le 30 mars 1678.
L’armée ottomane avance jusqu’à la ville de Jahrin en Ukraine. Le siège de cette forteresse avec de grandes murailles bien défendue par deux cents mille soldats russes dure trente-deux jours, avec la mort de vingt mille soldats russes, mettant fin au premier épisode du conflit.
Après deux ans, le sultan Mehmed IV attaque à nouveau le territoire ukrainien. La guerre aboutit à la signature d’un traité de paix entre les deux puissances, le 11 février 1681, partageant l'Ukraine en deux. Le tsarat continue de verser une taxe annuelle à la Crimée toujours sous domination ottomane, et doit s'acquitter d’une indemnité pour couvrir les frais de guerre ottomans.

## Descendance
Il a deux fils de sa favorite Emetullah Râbia Gülnuş, une Crétoise :
- Moustafa II
- Ahmed III